# Bozzana
Bozzana (IPA: /boʦˈʦana/, Bociànå in solandro) è una frazione del comune di Caldes in provincia autonoma di Trento.

## Storia
Bozzana, originariamente non si trovava nella posizione attuale, lungo la strada statale, bensì, a fianco al paese di Cis; il paese si chiamava Bauzzana. Causa una frana avvenuta verso il 1400, il paese fu distrutto e ricostruito più sotto. Bozzana, con le frazioni Cassana e Bordiana, è stato comune autonomo fino al 1929, anno in cui venne aggregato a Caldes.

## Monumenti e luoghi d'interesse

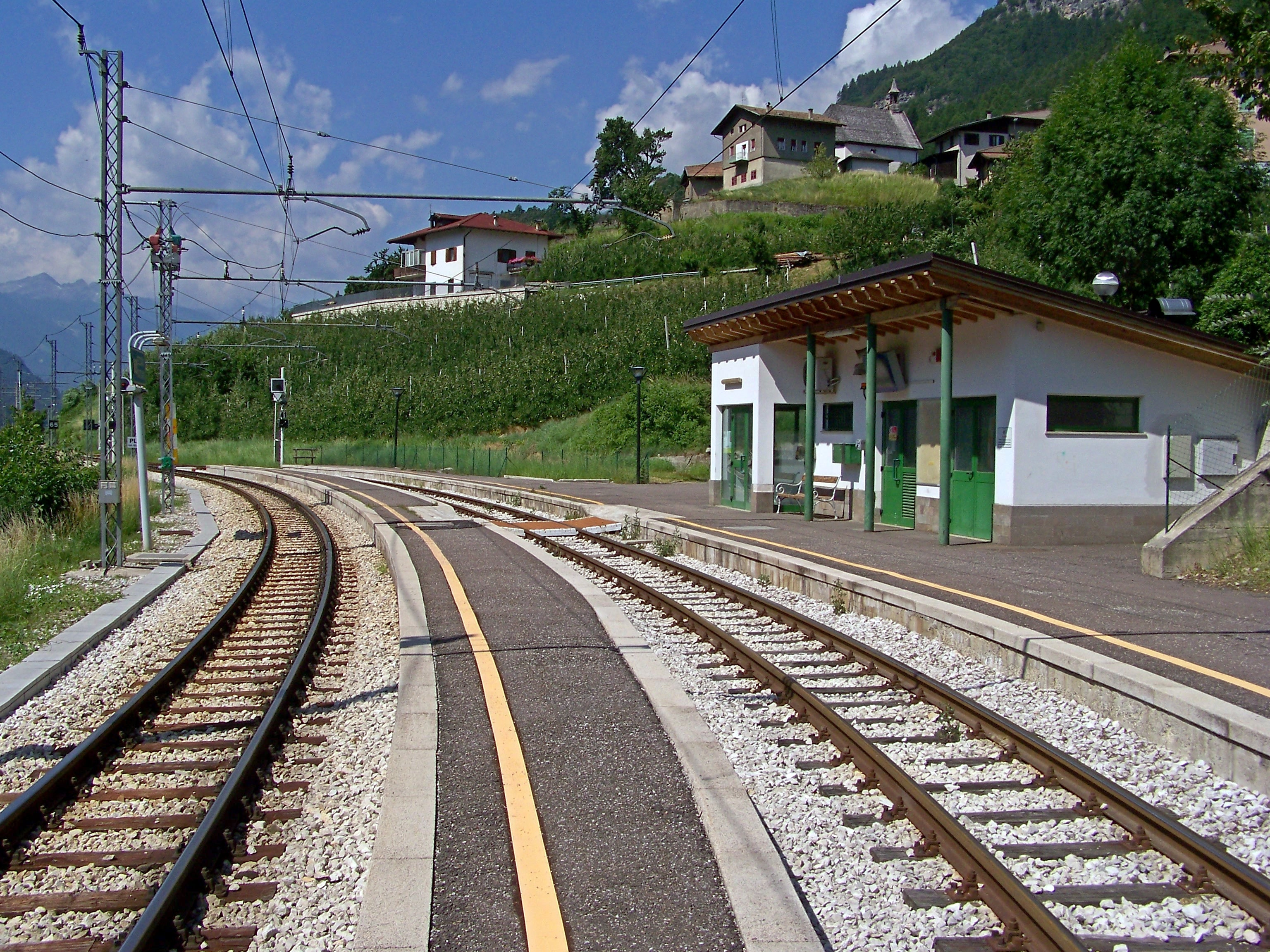
La stazione ferroviaria di Bozzana

### Architetture religiose
- Chiesa dei Santi Pietro e Paolo, documentata nel 1384, l'attuale edificio fu costruito nel 1528.[5]

### Architetture militari
- Trincee Austro-Ungariche di Bordiana-Bozzana, trincee austro-ungariche della prima guerra mondiale. Costituivano la 3°linea difensiva dopo il Passo Tonale. Costruita dai Tiroler Schützen, solandri e nonesi, non venne mai completata e mai utilizzata.[6]

## Infrastrutture e trasporti

### Ferrovie
Bozzana dispone della stazione di Bozzana che si trova sulla linea Trento-Malé-Mezzana.